# Afghani (valuta)
L'afghani (pashtu / persiano: افغانی, codice ISO: AFN) è la valuta usata in Afghanistan. È suddiviso in 100 pul (پول).
Prima dell'invasione statunitense dell'Afghanistan nel 2001, nel paese si usava il vecchio afghani (codice ISO: AFA), la cui emissione era iniziata nel 1925.

## Primo afghani, 1925-2003
Il primo afghani (codice ISO 4217: AFA) fu introdotto nel 1925, in sostituzione della rupia afgana. Oltre ad essere suddiviso in 100 pul, 20 afghani valevano un amani. Il tasso di conversione dalla rupia è talvolta indicato come 1 afghani = 1,1 rupia, in base al contenuto d'argento delle ultime rupie e delle prime monete dell'afghani. L'afghani inizialmente conteneva 9 grammi d'argento.
Nel 1936, l'afghani fu agganciato alla rupia con 4 afghani = 1 rupia indiana. Dal 1940, l'afghani fu agganciato al dollaro statunitense con i seguenti tassi:
| Valori del vecchio afghani | Valori del vecchio afghani    |
| Data                       | Valore del dollaro in afghani |
| -------------------------- | ----------------------------- |
| 1940                       | 13,00                         |
| 1947                       | 13,44                         |
| 1948                       | 14,17                         |
| 1949                       | 16,80                         |
| 1956                       | 20,00                         |
| 1963                       | 45,00                         |
| 1982                       | 50,60                         |

Tra il 1979 ed il 1982 e nuovamente dal 1992 il valore dell'afghani era libero.
Prima della Invasione statunitense dell'Afghanistan, i signori della guerra, partiti politici, potenze straniere e falsari stamparono ognuno le proprie banconote in afghani, senza alcuno scrupolo di standardizzazione o seri numeri seriali.
Nel dicembre 1996, poco tempo dopo che i talebani avevano preso il controllo delle istituzioni afgane, Ehsanullah Ehsan, il presidente della Banca Centrale Talebana, dichiarò che la maggior parte delle banconote in afghani in circolazione erano senza valore (ca. 100 trilioni di afghani) ed annullò il contratto con l'azienda russa che aveva stampato le banconote dal 1992. Ehsan accusò la ditta di inviare le nuove spedizioni di banconote all'ex presidente Burhanuddin Rabbani nel Takhar. Il cambio al momento dell'annuncio di Ehsan era 21 000 afghani per un dollaro statunitense.
Nell'aprile 2000, l'afghani era cambiato a 6400 AFA per USD. Nel 2002, l'afghani era valutato 43 000 AFA per USD.

## Secondo afghani 2002 - oggi
Il governo provvisorio nel 2003 ha deciso di emettere nuove banconote e di introdurre il nuovo afghani, che eliminava tre zeri (1 "nuovo afghani"=1000 "vecchi afghani").
Attualmente le banconote emesse sono le seguenti: 1, 2, 5, 10, 20, 50, 100, 500 e 1.000 afghani.
Dopo che nel 2021 i Talebani ripresero il potere, i beni afghani dislocati all'estero furono congelati: il Fondo Monetario Internazionale infatti bloccò già in agosto il rilascio di 450 milioni di dollari. In seguito a questa mossa, il valore degli afghani è crollato. In risposta, i talebani vietarono tutte le valute estere per incoraggiare l'uso degli afghani come valuta nazionale.

### Banconote
| Immagine | Valore | Descrizione                                                         |
| -------- | ------ | ------------------------------------------------------------------- |
|          | 100    | Raffigura un palazzo (1963, retro)                                  |
|          | 100    | Raffigura il Re dell'Afghanistan Mohammed Zahir Shah (1963, fronte) |
|          | 20     | Raffigura un monumento (1963, retro)                                |
|          | 20     | Raffigura il Re dell'Afghanistan Mohammed Zahir Shah (1963, fronte) |
|          | 50     |                                                                     |
|          | 10.000 |                                                                     |
|          | 10.000 |                                                                     |
|          | 100    |                                                                     |
|          | 500    |                                                                     |